# Манцигов Абуязид Русланович
Абуязид Русланович Манцигов (рос. Абуязид Русланович Манцигов; нар. 28 липня 1993, Владимир) — російський борець греко-римського стилю, чемпіон світу, чемпіон та бронзовий призер чемпіонатів Європи, володар та дворазовий срібний призер Кубків світу. Заслужений майстер спорту з греко-римської боротьби.

## Життєпис
Боротьбою почав займатися з 2002 року. У 2010 році став бронзовим призером чемпіонату Європи серед кадетів. У 2013 році став чемпіоном світу серед юніорів.
Виступає за спортивне товариство «Буревісник» Владимир. Тренери — Беслан Альбукаєв, Надір Магомедов.
Чемпіон Росії (2016 — до 71 кг). Срібний призер чемпіонатів Росії (2015 — до 66 кг; 2017 — до 71 кг).
У першій збірній команді Росії виступає з 2016 року.
Випускник Владимирського державного університету.

## Спортивні результати на міжнародних змаганнях

### Виступи на Чемпіонатах світу
| Змагання                        | Збірна | Вагова категорія                 | Місце  |
| ------------------------------- | ------ | -------------------------------- | ------ |
| Чемпіонат світу з боротьби 2018 | Росія  | греко-римська боротьба, до 72 кг | 5      |
| Чемпіонат світу з боротьби 2019 | Росія  | греко-римська боротьба, до 72 кг | Золото |

### Виступи на Чемпіонатах Європи
| Змагання                         | Збірна | Вагова категорія                 | Місце  |
| -------------------------------- | ------ | -------------------------------- | ------ |
| Чемпіонат Європи з боротьби 2017 | Росія  | греко-римська боротьба, до 71 кг | Бронза |
| Чемпіонат Європи з боротьби 2019 | Росія  | греко-римська боротьба, до 72 кг | Золото |

### Виступи на Кубках світу
| Змагання                    | Збірна | Вагова категорія                 | Місце  |
| --------------------------- | ------ | -------------------------------- | ------ |
| Кубок світу з боротьби 2014 | Росія  | греко-римська боротьба, до 71 кг | Срібло |
| Кубок світу з боротьби 2016 | Росія  | греко-римська боротьба, до 71 кг | Срібло |
| Кубок світу з боротьби 2017 | Росія  | греко-римська боротьба, до 71 кг | Золото |

### Виступи на інших змаганнях
| Змагання                                         | Збірна | Вагова категорія                 | Місце  |
| ------------------------------------------------ | ------ | -------------------------------- | ------ |
| Турнір Івана Піддубного 2014                     | Росія  | греко-римська боротьба, до 71 кг | Срібло |
| Турнір Дана Колова — Николи Петрова 2014         | Росія  | греко-римська боротьба, до 71 кг | Золото |
| Міжнародний турнір Любомира Івановича-Гедзи 2015 | Росія  | греко-римська боротьба, до 66 кг | Золото |
| Кубок Владислава Пітласинські 2015               | Росія  | греко-римська боротьба, до 66 кг | 20     |
| Меморіал Олега Караваєва 2015                    | Росія  | греко-римська боротьба, до 66 кг | Золото |
| Турнір Івана Піддубного 2016                     | Росія  | греко-римська боротьба, до 66 кг | Бронза |
| Чемпіонат Росії з боротьби 2016                  | Росія  | греко-римська боротьба, до 71 кг | Золото |
| Гран-прі Німеччини з боротьби 2016               | Росія  | греко-римська боротьба, до 71 кг | Бронза |
| Кубок Європейських націй з боротьби 2016         | Росія  | команда                          | Золото |
| Турнір Івана Піддубного 2017                     | Росія  | греко-римська боротьба, до 71 кг | Золото |
| Чемпіонат Росії з боротьби 2017                  | Росія  | греко-римська боротьба, до 71 кг | Срібло |
| Кубок Владислава Пітласинські 2017               | Росія  | греко-римська боротьба, до 71 кг | Бронза |
| Турнір міста Сассарі з боротьби 2018             | Росія  | греко-римська боротьба, до 72 кг | Золото |
| Турнір Г. Картозія і В. Балавадзе 2018           | Росія  | греко-римська боротьба, до 72 кг | 13     |
| Чемпіонат Росії з боротьби 2018                  | Росія  | греко-римська боротьба, до 72 кг | Золото |
| Міжнародний турнір Любомира Івановича-Гедзи 2018 | Росія  | греко-римська боротьба, до 72 кг | Золото |
| Чемпіонат Росії з боротьби 2019                  | Росія  | греко-римська боротьба, до 72 кг | Золото |
| Турнір Дана Колова — Николи Петрова 2019         | Росія  | греко-римська боротьба, до 72 кг | Золото |
| Гран-прі Німеччини з боротьби 2019               | Росія  | греко-римська боротьба, до 72 кг | Срібло |

### Виступи на змаганнях молодших вікових груп
| Змагання                                       | Збірна | Вагова категорія                 | Місце  |
| ---------------------------------------------- | ------ | -------------------------------- | ------ |
| Чемпіонат Європи з боротьби серед кадетів 2010 | Росія  | греко-римська боротьба, до 63 кг | Бронза |
| Чемпіонат Європи з боротьби серед юніорів 2012 | Росія  | греко-римська боротьба, до 66 кг | 5      |
| Чемпіонат світу з боротьби серед юніорів 2013  | Росія  | греко-римська боротьба, до 66 кг | Золото |